# National Board of Review Awards 1931
La 3ª edizione dei National Board of Review Awards si è tenuta nel 1931.

## Migliori dieci film
- Disonorata (Dishonored), regia di Josef von Sternberg
- The Front Page, regia di Lewis Milestone
- The Guardsman, regia di Sidney Franklin
- Luci della città (City Lights), regia di Charlie Chaplin
- I pionieri del West (Cimarron), regia di Wesley Ruggles
- Prigionieri (Surrender), regia di William K. Howard
- Quick Millions, regia di Rowland Brown
- Rango, regia di Ernest B. Schoedsack
- Tabù (Tabu: A Story of the South Seas), regia di Friedrich Wilhelm Murnau
- Le vie della città (City Streets), regia di Rouben Mamoulian

## Migliori film stranieri
- Das Lied vom Leben, regia di Alexis Granowsky
- L'opera da tre soldi (Die 3 Groschen-Oper), regia di Georg Wilhelm Pabst
- Sotto i tetti di Parigi (Sous les toits de Paris), regia di René Clair
- Westfront (Westfront 1918), regia di Georg Wilhelm Pabst